# Tunelul Malpas

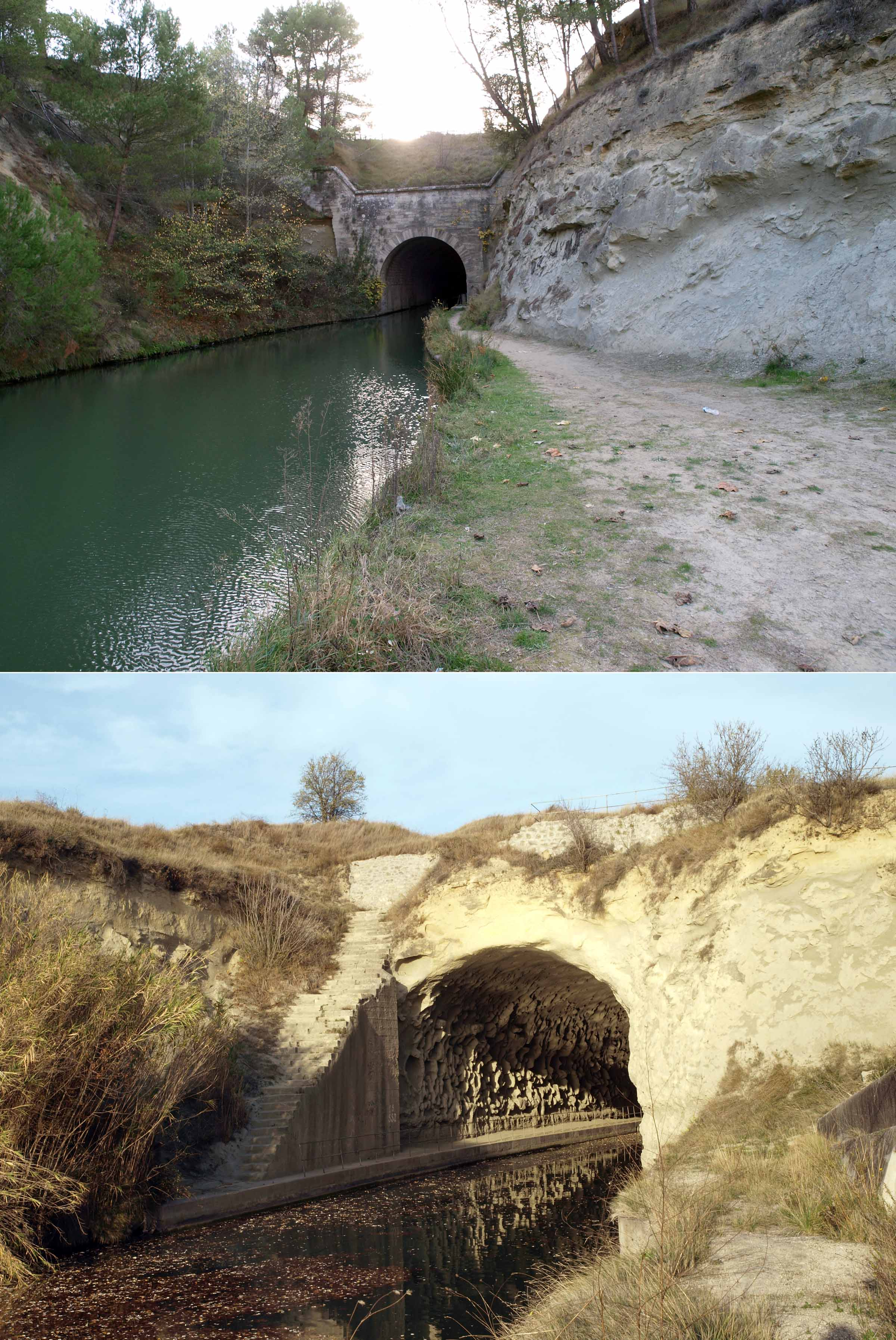
Tunelul navigabil Malpas pe Canalul du Midi

Tunelul Malpas este un tunel navigabil situat în comuna Nissan-lez-Ensérune, Franța.

## Date generale
Tunelul are 165 metri lungime, 6,7 metri lățime și 8,2 metri înălțime.

## Istoria
Canalul a fost excavat în 1679 sub dealul Ensérune în Hérault, permițând trecerea Canalului du Midi. Acesta a fost primul canal tunel navigabil din Europa și din lume. Canalul a fost construit sub comanda inginerului șef Pierre-Paul Riquet.
A fost o mare dezamăgire atunci când lucrările au ajuns la dealul Ensérune. După câțiva metri de săpat în rocă tare muncitorii au ajuns la un strat de gresie care se prăbușea. Jean-Baptiste Colbert, care era prim-ministru, a oprit lucrările când i-a fost adusă la cunoștință situația. Locul a fost blocat și lucrările re-amplasate. Detractorii lui Riquet au profitat de această situație pentru a împiedica proiectul. Colbert a anunțat că va trimite comisari regali pentru a decide viitorul canalului.

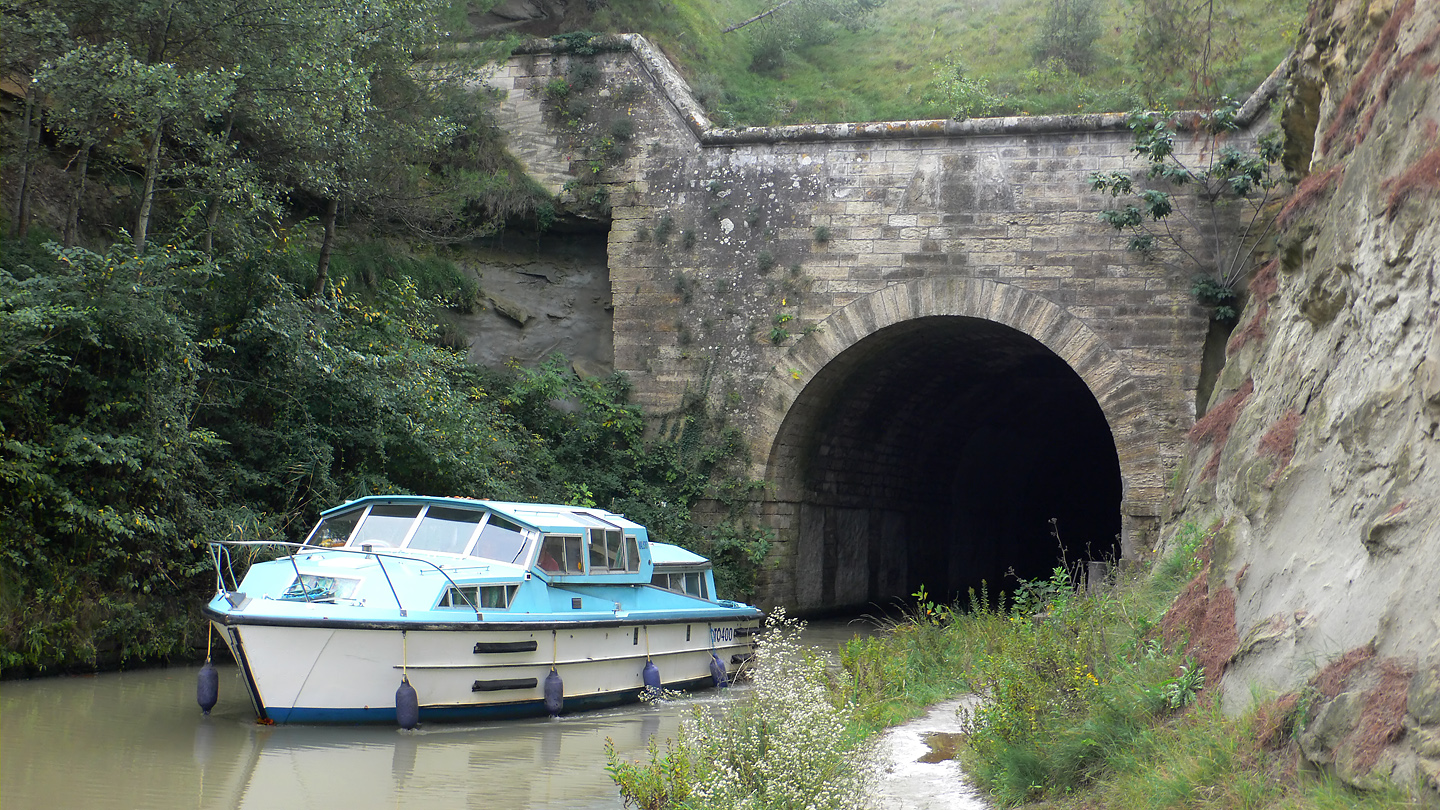
Vaporaș care iese din tunel

Chevalier de Clerville, arhitect al lui Ludovic al XIV-lea, a spus că trebuie, mai degrabă, traversat râul Aude, decât să se construiască un tunel prin deal. Riquet, cu toate acestea, și-a menținut preferința lui pentru un tunel din cauza problemelor suplimentare pe care le presupunea trecerea râului Aude. 
Răspunsul lui Riquet a fost de a cere maestrului său, Pascal de Nissan, să continuie construirea tunelului în secret, în ciuda riscului de prăbușire. În mai puțin de opt zile tunelul fost complet, cu un plafon de beton pe tot parcursul său.
Până în momentul în care tunelul Malpas a fost excavat în secolul al XVII-lea, dealul a avut deja de mai multe secole un tunel, săpat în Evul Mediu, pentru scurgerea lui Étang de Montady. Acest tunel preexistent se spune că a fost sursa de inspirație a lui Riquet pentru tunelul de sub Malpas. În secolul al XIX-lea, un al treilea tunel a fost excavat, acesta trece prin Dealul Ensérune pe sub tunelul Malpas.

## Alte lecturi
- Roland, Claudine (1997). The Canal du Midi (ed. English Translation). MSM. ISBN 2-9099-9866-5.